# Franz Ulrich Kyll
Franz Ulrich Kyll (* 23. Januar 1795 in Bonn; † 21. August 1868 in Köln) war ein deutscher Lokalpolitiker in Köln und preußischer Abgeordneter.

## Leben
Kyll war Anwalt in Köln mit dem Ehrentitel Justizrat. Außerdem war er Verwaltungsratsmitglied der Bonn-Cölner Eisenbahn-Gesellschaft.
Während der Revolution 1848/49 war er Mitglied der Preußischen Nationalversammlung. Im Jahr 1849 gehörte er der zweiten Kammer des preußischen Landtages an. Dort gehörte er der äußersten Linken an. Als Mitglied der Fortschrittspartei war er 1862 bis 1866 Mitglied des preußischen Abgeordnetenhauses. Außerdem war er von 1850 bis 1868 Mitglied der Kölner Stadtverordnetenversammlung.
Er war mit Gertrud Nicolette Mülhens, einer Tochter des Unternehmers Wilhelm Mülhens, verheiratet. Ein gemeinsamer Sohn war der spätere Chemiker und Kölner Stadtverordnete (1869–1916) Theodor Wilhelm Kyll (1837–1916).